# 南一家
四代目南一家（みなみいっか）、位於大阪府大阪市中央區難波千日前11-26 谷口ビル3Ｆ本部的設置，原是日本的指定暴力團、六代目山口組的2次團體，家系全正式成員數約70人。2011年9月 被山口組除籍。

## 略史
1945年（昭和20年）9月，南一家成立，由初代淺澤友七和一門的眾兄弟共同組成。在二次大戰結束後的混亂時期，把南一家的據點遷至目前千日前現址附近，將該區地痞無賴集團驅逐，鞏固勢力地盤。1955年代，活躍在江湖道上。 
1990年（平成2年）3月18日，三代目南一家・平山桂次會長與五代目山口組組長渡邊芳則交換親子盃，南一家正式加入了山口組。
2010年5月 三代目平山桂次退位；隔月，井村一男四代目繼承，山口組直系昇格。
2011年9月26日，因上納金遲滯問題，被除籍處分。

## 歷代會長
- 初代目：淺澤友七
- 二代目：小林一郎
- 三代目：平山桂次（六代目山口組若中）
- 四代目：井村一男

## 最高幹部
- 會長・井村一男（原六代目山口組若中）
- 若頭・後藤勝廣
- 本部長・岡田次雄
- 若頭補佐・播田一雄

## 下部團體
- 竹垣組
- 井村興業
- 脇山組
- 報國青年社（右翼團體）

## 資料來源
1. ↑  .   [2013-11-02]. （原始内容存档于2013-11-05）.